# طواف إريتريا
طواف إريتريا (بالإيطالية: Giro dell'Eritrea )‏ هو سباق دراجات هوائية، من صنف سباق المرحلة، أقيم في إريتريا خلال الفترة من 1946 إلى 2017.
لقد تغير مسار الرحلة منذ الحقبة الاستعمارية. يتكون اليوم من سباق بطول 670 كـم (420 ميل) على 5 مراحل. يغطي السباق مناطق جغرافية مختلفة، بما في ذلك الأراضي الصحراوية المنخفضة والمرتفعات الباردة والساحل.

## قائمة الفائزين
| السنة | الفائز                 | الثاني               | الثالث             |
| ----- | ---------------------- | -------------------- | ------------------ |
| 1946  | Barilà Nunzio ‏         | Domenico Oggero ‏     | Giovanni Bizzotto ‏ |
| 2001  | Habte Weldesimon ‏      |                      |                    |
| 2002  | Michael Tekle ‏         |                      |                    |
| 2003  | Habte Weldesimon ‏      | Ephrem Tewelde ‏      | Merhawi Yemane ‏    |
| 2004  | Habte Weldesimon ‏      |                      |                    |
| 2005  | Michael Tykue ‏         | Michael Misgane ‏     | Muse Tekleab ‏      |
| 2006  | Michael Misgane ‏       | Efrem Abrham ‏        | Mogos Dawit ‏       |
| 2007  | Merhawi Gebrehiwet ‏    | Dawit Haile ‏         | Michael Tykue ‏     |
| 2008  | Merhawi Gebrehiwet ‏    | Dawit Haile ‏         | Ferekalsi Debesay ‏ |
| 2009  | Bereket Yemane ‏        | دانيال تيكليهايمانوت | Melake Kahsai ‏     |
| 2010  | ناتنايل بيرهانه        | Michael Tykue ‏       | Mehreteab Tedros ‏  |
| 2011  | Meron Russom ‏          | Tesfay Abraha ‏       | Jani Tewelde ‏      |
| 2012  | جاكوس جانسي فان رنسبرغ | Ferekalsi Debesay ‏   | عز الدين اجاب      |
| 2013  | Mekseb Debesay ‏        | مرحاوي قدس           | Meron Amanuel ‏     |
| 2016  | Merhawi Goitom ‏        | Tesfay Mehretab ‏     | Adhanom Zemekael ‏  |
| 2017  | Zemenfes Solomon ‏      | Jean-Claude Uwizeye ‏ | Amanuel Tsegay ‏    |